# Порядок наследования трона Бутана

Эмблема Бутана

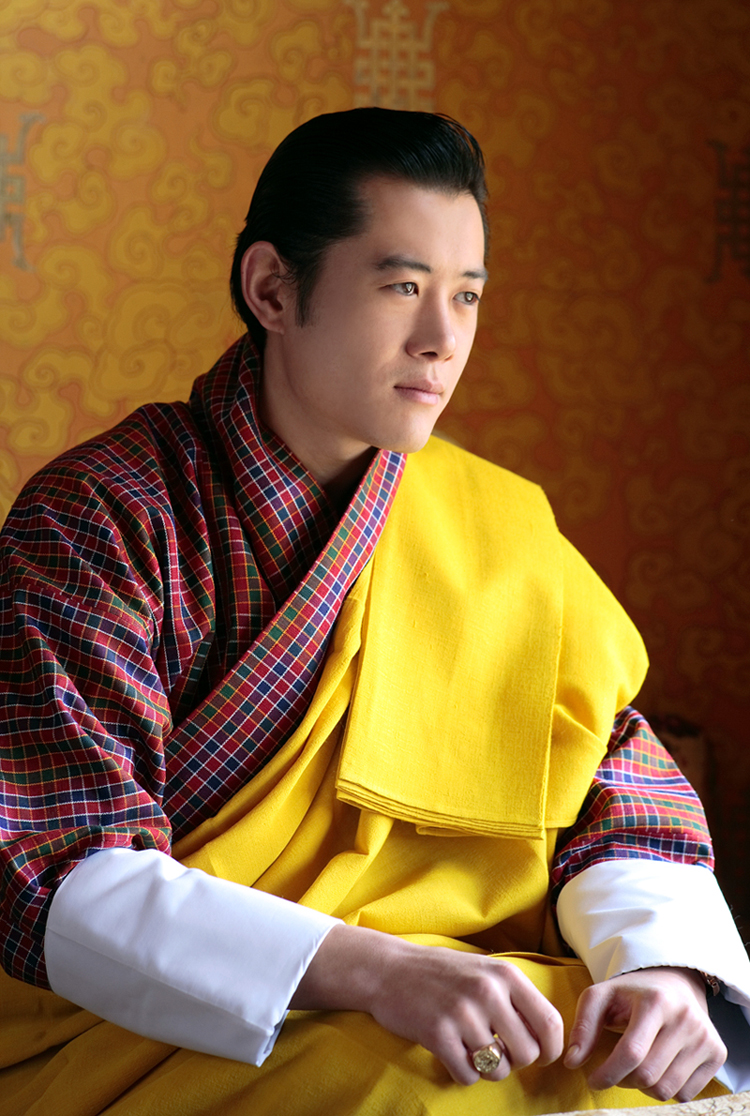
Правящий король Бутана с 2006 года Джигме Кхесар Намгьял Вангчук

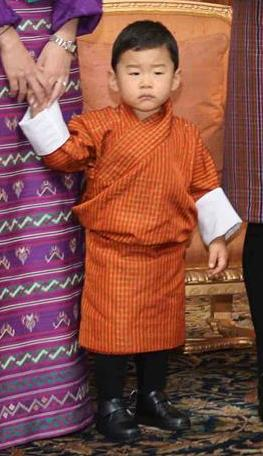
Наследный принц Бутана Джигме Намгьел Вангчук

Порядок наследования трона Бутана — мужское первородство среди потомков короля Угьена Вангчука. Женщинам разрешено наследовать трон.
В настоящее время королём является Джигме Кхесар Намгьял Вангчук.

## Порядок наследования
- Король Джигме Сингье, Четвёртый Драконовый король (род. 1955)
  -  Король Джигме Кхесар Намгьял, Пятый Драконовый король (род. 1980)
    - (1) Принц Джигме Намджел, Драконовый наследник (род. 2016)
    - (2) Принц Джигме Угъен (род. 2020)
    -  (3) Принцесса Сонам Янгден (род. 2023)

  - (4) Принц Джигъел Угъен (род. 1984)
  - (5) Принц Кхамсум Сингъе (род. 1985)
  - (6) Принц Джигме Дорджи, Гьялтшаб (род. 1986)
    - (7) Ачи Дечо Пема (род. 2014)

  - (8) Принц Угъен Джигме (род. 1994)
  - (9) Принцесса Чими Янгзом (род. 1980)
    - (10) Дашо Джими Угъен (род. 2006)
    -  (11)  Дашо Джамьянг Сингъе (род. 2009)

  - (12)  Принцесса Сонам Дечен (род. 1981)
    - (13) Дашо Джигье Сингъе (род. 2009)
    -  (14) Дашо Джигме Джигтъен (род. 2013)

  - (15) Принцесса Дечен Янгзом (род. 1981)
    - (16) Дашо Угъен Дорджи
    - (17) Дашо Джигме Сингъе
    - (18) Аши Дечен Юидем Янгзум

  - (19)  Принцесса Кесанг Чоден (род. 1982)
    -  (20) Дашо Джамгъел Сингъе
    - (21) Дашо Угъен Юнай
    - (22) Аши Церинг Цонай (род. 2019)

  -  (23) Принцесса Юфелма Чоден (род. 1993)